# Monteuville
Monteuville est un village de la commune belge de Hotton située en Région wallonne dans la province de Luxembourg.

## Géographie
Monteuville se trouve à cinq kilomètres au nord-ouest du village de Hotton et au sud-ouest de Durbuy, sur la rive droite et à l’entrée d’un méandre de l’Ourthe, un affluent de la Meuse.